# The Pursuing Shadow
The Pursuing Shadow è un film muto del 1915 diretto da Tom Terriss che lo produsse e interpretò.
Tratto da Victorien Sardou, il film uscì in sala il 15 luglio 1915 distribuito dalla Picture Playhouse Film Company. Tra gli attori, anche la figlia del regista, la piccola Milly Terriss che, all'epoca, aveva solo cinque anni.

## Produzione
Il film fu prodotto dalla Terriss Feature Film Company.

## Distribuzione
Distribuito dalla Picture Playhouse Film Company, il film uscì nelle sale cinematografiche degli Stati Uniti il 15 luglio 1915.